# 柴田義男
柴田 義男（しばた よしお、1902年（明治35年）2月24日 - 1978年（昭和53年）6月19日）は、日本の社会運動家、実業家、政治家。衆議院議員。

## 経歴
岩手県二戸郡一戸町で生まれる。上京し、正則中学校（現・正則高等学校）に入るが、中退。
中退後は帰郷し、労農運動に加わり、多くの運動の指導を行い、労働農民党に入党した。1937年、人民戦線事件で検挙され、さらに1942年、反軍思想で検挙された。
戦後、日本社会党に入党し、同岩手県連書記長を務めた。1947年の第23回衆議院議員総選挙に立候補予定だったが、公職追放となる。追放解除後の1952年10月、第25回衆議院議員総選挙に岩手県第一区から社会党左派で出馬し、落選。翌1953年4月の第26回衆議院議員総選挙で当選。1955年2月の第27回衆議院議員総選挙で落選した。衆議院議員を一期務めた。
実業界では、高松振興取締役社長、岩手県教科図書常務取締役、東北マッチ取締役、盛岡商工会議所理事、第一商事会長などを務め、1958年から盛岡商工会議所副会頭を務めた。